# Beyond Good and Evil 2
Beyond Good and Evil 2 – zapowiedziana komputerowa przygodowa gra akcji tworzona przez Ubisoft na platformy Microsoft Windows, PlayStation 4 i Xbox One. Gra jest projektowana przez twórcę serii Rayman oraz poprzedniej części gry, Michela Ancela.

## Produkcja
Pierwsza zapowiedź drugiej części gry pojawiła się 28 maja 2008 podczas Ubidays w postaci teasera oraz zwiastuna, który pojawił się w 2009 roku. W późniejszym czasie nie pojawiła się żadna informacja na temat gry, aż do 2016 roku.
4 października 2016 na profilu Michela Ancela w serwisie Instagram pojawił się post z podobizną rasta-nosorożca pracującego w Mammago Garage w pierwszej części gry (co mogłoby świadczyć o podobnych ramach czasowych fabuły gry) z informacją o trwającej przedprodukcji gry.
Niecały rok później, na Electronic Entertainment Expo 2017 podczas konferencji Ubisoftu pojawił się pierwszy zwiastun gry, opowiadający o przygodzie piratów uczestniczących w tzw. Space Monkey Program. Na kolejnych targach w 2018 pojawiła się druga zapowiedź ukazująca z bliska życie piratów. Pojawiły się w niej znani z pierwszej części gry Pey'j oraz Jade wraz z żołnierzami oddziałów Alpha (według jednego z postów Michela Ancela na portalu Instagram, nie są oni „tymi złymi”) podczas przypuszczalnego ataku na ich statek. Zapowiedziano także możliwość udziału fanów w produkcji gry za pośrednictwem wysyłania twórczości własnej, która może się pojawić w grze.
W grudniu 2018 Ubisoft podczas transmisji na żywo zaprezentował działanie mechaniki walki, trybu kooperacji, skanera, modyfikacji broni oraz statków kosmicznych, a także przedstawił zarys uniwersum i twórczości fanów związanej z grą.
Wersja beta gry miała się pojawić przed końcem 2019 roku.